# Holomitrium antennatum
Holomitrium antennatum är en bladmossart som beskrevs av Mitten 1869. Holomitrium antennatum ingår i släktet Holomitrium och familjen Dicranaceae. Inga underarter finns listade i Catalogue of Life.